# Gornji Vijačani
Gornji Vijačani (szerbül: Горњи Вијачани), település Bosznia-Hercegovinában, a Bosanska Krajina és a Bosanska Posavina közötti átmeneti területen, Prnjavor község területén, a Szerb Köztársaságban. 

## Fekvése
Bosznia-Hercegovina északi részén, Banja Lukától légvonalban 36, közúton 49 km-re keletre, községközpontjától légvonalban12, közúton 25 km-re délre, a Ljubić-hegység területén fekszik. A falut az Ukrina-folyó választja ketté.

## Népessége
| Nemzetiségi csoport | Népesség 1991 | Népesség 2013 |
| ------------------- | ------------- | ------------- |
| Szerb               | 1046          | 635           |
| Bosnyák             | 0             | 1             |
| Horvát              | 2             | 3             |
| Jugoszláv           | 22            | 0             |
| Egyéb               | 4             | 4             |
| Összesen            | 1074          | 643           |

## Története
Vijačani település keletkezésére vonatkozóan nincs forrás. 1878-ig tartozott az Oszmán Birodalomhoz, ekkor a berlini kongresszus határozata alapján az Osztrák-Magyar Monarchia része lett. 1879-ben az első osztrák-magyar népszámlálás során a Prnjavori járáshoz tartozó Vijačani településnek 130 háztartása és 1152 ortodox lakosa volt. 1910-ben a Prnjavori járáshoz tartozó Vijačani településen 255 háztartást, 1758 ortodox, 8 muszlim és 2 római katolikus lakost találtak.
A monarchia szétesésével 1918-ban előbb a Szerb-Horvát-Szlovén Királyság, majd 1929-től a Jugoszláv Királyság része. 1921-ben a községnek 283 háztartása és 1785 lakosa volt. Az 1929-es törvény értelmében, amikor Bosznia-Hercegovinát négy banovinára, Drinskára, Vrbaskára, Zetskára és Primorskára osztották, a település a Vrbaska banovina része lett, amelynek székhelye Banja Luka volt Jugoszlávia megszállása után a Független Horvát Állam (NDH) része lett. 1941. október 8-án Vijačaniban tört ki a fasizmus ellen az észak-boszniai térségért vívott nemzeti felkelés. 
A második világháború idején a Vijaka vidéke, valamint a Lijevče polje összes környező falva a 14. közép-boszniai partizánhadosztály hadműveleti területére esett. Lakossága részt vett a partizán egységek logisztikai támogatásában és a hadosztály akcióinak színhelye volt. A második világháború után a település a szocialista Jugoszláviához tartozott. Az addig önálló Vijačani községet 1951-ben Donji- és Gornji Vijačanira osztottak fel. A daytoni békeszerződést követő területfelosztásnál a település Prnjavor község részeként a Szerb Köztársaság területéhez került.

## Gazdaság
A közelmúltban mészkőbánya kezdte meg itt működését, mely a falu képét jelentősen megváltoztatta.

## Oktatás
Vuk Karadžić Általános Iskola. Az iskola 1931-től négyosztályos iskolaként működött, majd 1961-ben nyolcosztályos általános iskolává nőtte ki magát.

## Infrastruktúra
A falu központjában van egy templom, egy általános iskola, egy ifjúsági központ és egy aszfaltozott út. Két kilométer aszfaltút épült Stara Dubrava – Ukrina felé azon a részen, amely közigazgatásilag Čelinac községhez tartozik. Foglalkoztatásuk vagy végzettségük miatt a lakosok leginkább Banja Luka és Čelinac felé orientálódnak. Ennek oka elsősorban a gyenge közúti infrastruktúra és a jó vasúti kapcsolat az említett városokkal.

## Nevezetességei
Vijačaniban, a Manastirica-folyó völgyében 1994-ben fedezték fel a Stuplje kolostor alapjait. A kolostor felújítása folyamatban van, egy vendégházat és egy kolostortemplomot szenteltek fel Szent Mihály tiszteletére. A kolostor újjáépítését Banja Luka ortodox püspöke, Jefrem irányítja. A kolostorban 2008 októberében kezdődött a kolostori élet. A kolostor építésével párhuzamosan a helyiek templomot is építenek a falu központjában. A templomot a Szentlélek eljövetelének tiszteletére szentelték.
A hagyomány szerint a mai kolostor helyén sok oszlop (stupa) volt, melyeket a kender verésére állítottak, majd egyik napról a másikra kolostort építettek oda. A kolostort Szent Mihály arkangyal tiszteletére szentelték fel, így a felette lévő területet Mihailovacnak hívták és ma is így nevezik. Feltételezik, hogy a stupljei kolostor a 13. században épült, amikor a lipljei kolostor is épült (1249-ben), ezért a könyvek mindig együtt említik őket, mint két ikertestvért és a török uralom alatti templomrombolás áldozatait. A történeti források szerint a kolostor 1557-ben épült újjá. A stupljei kolostorban a 15. század közepétől a 17. század végéig folyt a szerzetesi élet. A stupljei és lipljei kolostor szerzetesei az Oszmán Birodalom hódítása, azaz a szerbek nagy népvándorlása idején költöztek át a Száva folyón a Habsburg Birodalom területére, vagyis a szlavóniai Orahovica kolostorba. A Stuplje kolostorban készült kéziratos könyveket az orahovicai kolostorban őrizték.

## Fordítás
- Ez a szócikk részben vagy egészben  a(z)   Горњи Вијачани című szerb Wikipédia-szócikk ezen változatának fordításán alapul.  Az eredeti cikk szerkesztőit annak laptörténete sorolja fel. Ez a jelzés csupán a megfogalmazás eredetét és a szerzői jogokat jelzi, nem szolgál a cikkben szereplő információk forrásmegjelöléseként.